# 徳林寺 (名古屋市天白区)
徳林寺（とくりんじ）は、愛知県名古屋市天白区天白町大字野並字相生にある曹洞宗の仏教寺院。

## 概要
石川牧牛素童禅師を開山とし、高岡徹宗氏（徳林寺現住職の祖父）が大正時代に相生山が観光地となるようにと、土地を寄進して建立したことが始まり。
- 大正10年（1921年） - 慧光院（えこういん）が熱田の白鳥から同地区に移される[4]。
- 大正12年（1923年） - 徳林寺が千葉県から現在の場所に移される[5]。

広さは約1万坪あり、散策路、グラウンドなどがあり、梵鐘、鐘楼、小仏塔などもある。他にも葉書塔がある。

## メディア出演

### TV
- NHK（2020年（令和2年）5月10日放送） - 『ともに生きること』[7]
- 東海テレビ（2021年（令和3年）9月22日放送） - 『News ONE』[8]

### 映画
- 「徳林寺の空の下～別れと出会い～」（2022年（令和4年）上映時間：100分）監督：ディペシュ・カレル[9]

## 行事
| 年間行事 | 年間行事           | 年間行事 |
| -------- | ------------------ | --- |
| 1月      | 大般若祈祷会       | 年初めの御祈祷。 |
| 3月      | 春彼岸会           | 春分に先祖供養。 |
| 4月      | 花まつり           | 釈尊のご生誕を祝い、八日間にわたりお祭りを開催いたします。甘茶がけ、お菓子のふるまいをふくめ、週末には多くの出店で賑わいます。                                                                                |
| 8月      | 盂蘭盆会           | ご自宅にお伺いする棚経と、寺院での施食法要をおこないます。 |
| 9月      | 秋彼岸会           | 秋分に先祖様供養。 |
| 11月     | 秋まつり           | 豊穣の季節に、子供たちで豆菓子で曼荼羅を描くおまつりを行います。お菓子のふるまいがあります。 |
| 12月     | お餅つき越年大祈祷 | 毎年12月30日にお餅つきを行い、おいしいお餅をふるまうとともに、鏡餅をつくって檀家さんにお配りしています。31日の大晦日には、太鼓を鳴らし般若心経を108回をお唱えしながら、参拝者に除夜の鐘をついていただきます。 |

## 近隣施設
- 相生山神社
- 相生山観音
- 梅野公園
- 八劔社

## 交通アクセス

### 鉄道
名古屋市営地下鉄
-  桜通線 鳴子北駅下車、1番出口より徒歩で約7分。
-  桜通線 相生山駅下車、2番出口より徒歩で約10分。

### 路線バス
名古屋市営バス
- 相生山住宅 停留所下車、徒歩で約4分。

### 道路
- 東海通（名古屋市道東海橋線）[10]